# Государственный Академический эстрадно-симфонический оркестр Украины
Государственный Академический эстрадно-симфонический оркестр Украины — музыкальный коллектив, основанный в Киеве в 1979 году. Известен также под названиям Kyiv Fantastic orchestra (2018) и Kyiv Symphony Orchestra (с 2019).

## История
С самого начала своего существования оркестр обслуживал правительственные концерты и государственные праздники.
С 2005 по 2018 годы художественный руководитель — Николай Лысенко.
Оркестр получил неофициальное название Kyiv Fantastic orchestra.
В конце 2018 оркестр снова изменил неофициальное название — Kyiv Symphony Orchestra, художественным руководителем коллектива стала музыковед Любовь Морозова, а на должность главного дирижёра был приглашён итальянец Луиджи Гаджеро.
Осенью 2019 оркестр столкнулся со значительными финансовыми проблемами
«В 2016, 2017, 2018 годах финансовая поддержка оркестра из бюджета снизилась до 90 %, а в 2019 году — до 83 % фонда зарплаты, что свидетельствует о тенденции к уменьшению бюджетных ассигнований на содержание оркестра»
С 2017 года оркестр на платной основе использовал помещение 6-го павильона НК «Экспоцентр Украины» по проспекту Академика Глушкова, 1 в Киеве. К 15 ноября 2019 года у оркестра накопился долг за аренду в 300 тысяч гривен, вследствие чего госпредприятию запретили использовать арендованное помещение.
С лета 2024 года оркестр работает в г. Монхайм-на-Рейне .

## Репертуар
В репертуаре оркестра — произведения от ранней симфонической классики до современных популярных эстрадных композиций.

## Гастроли
Оркестр много гастролировал в разных странах мира — Голландии, Италии, Швейцарии, Испании, Германии, Южной Корее.
С оркестром сотрудничали такие музыканты, как Елена Образцова, Катя Ричарелли, Джузеппе Лаликато, Леон Бейтс, Наум Груберт, Дмитрий Хворостовский и Сергей Князев. Из последних творческих достижений оркестра можно отметить концерты со всемирно известными звёздами сцены — Алессандро Сафина (2011, 2012, 2013), Брюно Пельтье (2012), Ларой Фабиан (2011), Тото Кутуньо (2012), Мишелем Леграном (2012), рок-группой Electric Light Orchestra (2011).
Оркестр принимал участие в юбилейном концерте Родиона Щедрина и Майи Плисецкой, периодически выступает на фестивалях современной музыки («Премьеры сезона», «КиевМузикФест»), неоднократно исполнял выпускные экзамены студентов-композиторов Национальной музыкальной академии Украины имени П. И. Чайковского.
Оркестр принимал участие в постановке мюзикла «Нотр-Дам де Пари» в Киеве (2010), а также, под руководством Ги Сент-Онжа, в гастрольных спектаклях в разных городах Украины, в России, Франции и Ливане.
В 2016 году оркестр представил программу «Рок-симфония», состоявшую из симфонических аранжировок рок-хитов, с которой совершил гастрольное турне по Украине.